# Cicco Simonetta

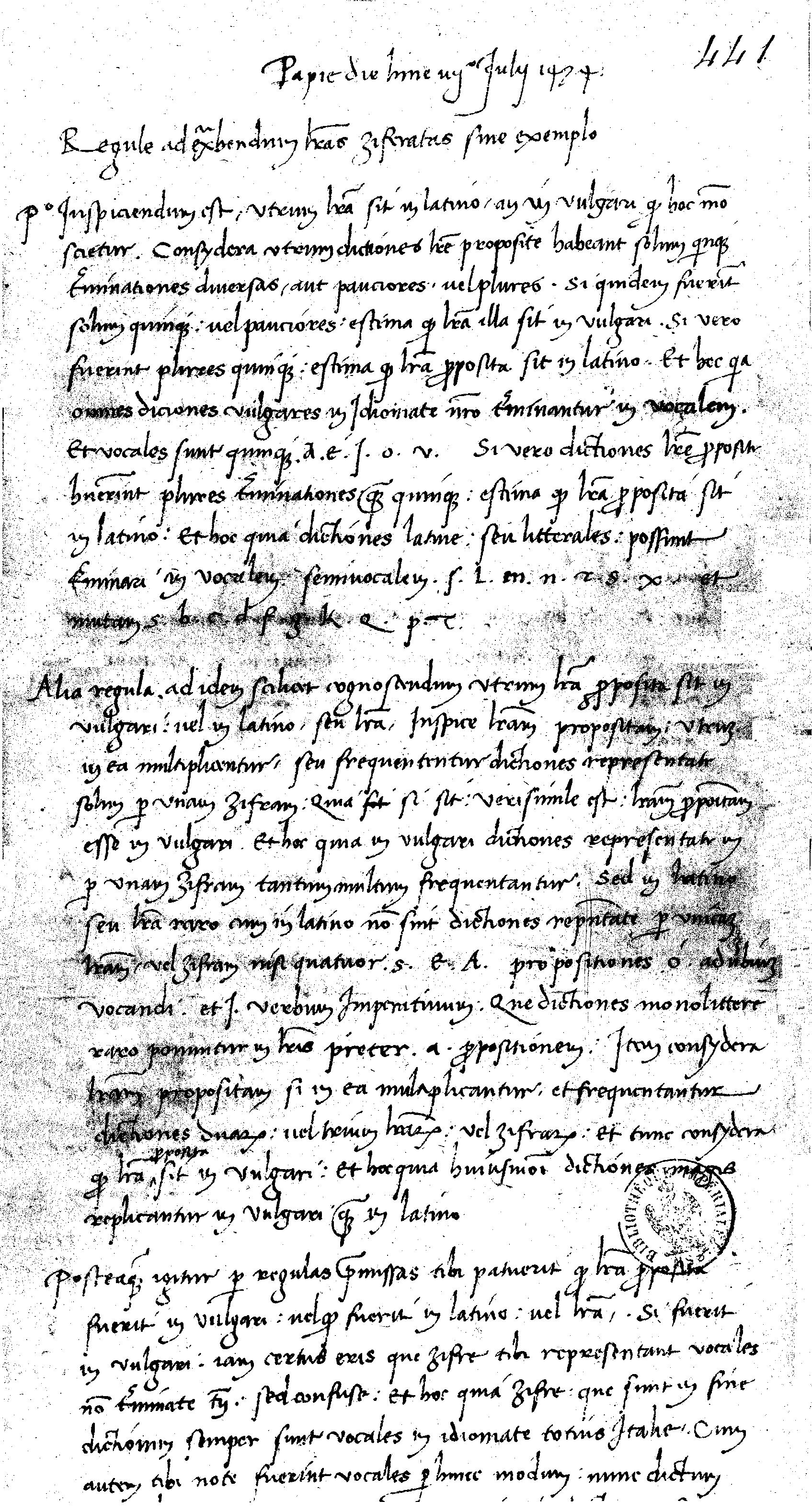
Manuscrit de Cicco Simonetta

Cicco Simonetta (né en 1410 à Caccuri en Calabre et mort le 30 octobre 1480 à Pavie en Lombardie) est une personnalité politique italienne qui occupa le devant de la scène du duché de Milan au cours de la seconde moitié du Quattrocento.
Le condottiere toscan François Sforza, futur duc de Milan, avait épousé, en 1418, Polissena Ruffo, fille du comte de Corigliano et comtesse de Montalto. À la suite du décès de son épouse en 1420, il gère ses fiefs de Cosenza, Rossano et Petilia Policastro et emploie, pour ce faire, Ange Simonetta de Policastro, l'oncle de Cicco. En 1421, Cicco, âgé de onze ans, entre à son service, bientôt suivi par ses frères cadets Andrea, Giovanni et Matteo.
Vingt plus tard, après avoir combattu pour Jeanne II de Naples, puis pour le duc de Milan Philippe Marie Visconti contre le pape et Venise, puis pour le pape contre Milan, François Sforza a fini par se réconcilier avec le duc et épousé sa fille Blanche Marie Visconti en 1441. Il est maintenant au service du duché et, à la mort du duc, en 1447, il s'engage auprès de la République ambrosienne pour l'aider à maintenir l'unité de l'État. 
Premier emploi politique de Cicco Simonetta en septembre 1448 : en compagnie du frère de ce dernier, il est chargé par François Sforza de renégocier avec les Vénitiens un accord conclu l'année précédente. Allant de succès en succès, Sforza a outrepassé cet accord territorial et en souhaite la révision. L'ambassade est un échec, les Vénitiens se montrant inflexibles.
Le 26 février 1450, Sforza s'empare de Milan, accueilli par le peuple qui espère voir la paix enfin arriver. Il appelle à Milan Angelo Simonetta en tant que secrétaire ducal. Les neveux Cicco, Andrea et Giovanni suivent et deviennent milanais.

Pendant qu'Andrea devient châtelain de Monza, Cicco se voit attribuer le fief de Sartirana Lomellina près d'Alexandrie.

En 1452, il épouse Elisabetta, fille de Gaspare  Visconti de Jerago, secrétaire ducal comme Angelo Simonetta. Le 29 septembre, Giovanni Giacomo, le premier fils de Cicco et Elisabetta naît à Crémone. 
En 1454, la mort du plus proche collaborateur de François Sforza, Andrea Birago, permet à Cicco Simonetta de le remplacer en tant que premier secrétaire ducal et de commencer ainsi son ascension vers les plus hautes responsabilités.

## Descendance
De son mariage avec Elisabetta Visconti, naquirent sept enfants :
- Giovanni Giacomo, en 1452, qui deviendra prêtre
- Margherita, en 1456, qui épousera Guido Galeotto Torelli de Guastalla
- Antonio, en 1457
- Sigismondo, en 1459
- Ludovico, en 1460
- Ippolita, en 1461
- Cecilia, en 1464
- Marcello, en 1968